# SC Sylvia Ebersdorf
Der SC Sylvia Ebersdorf ist ein Sportverein aus der oberfränkischen Gemeinde Ebersdorf b.Coburg. Neben der ehemals erfolgreichen Fußballabteilung wird in dem Verein auch Tennis angeboten.
Der Verein wurde 1912 gegründet. Bereits in den 1930er Jahren spielte er zeitweilig in der oberfränkischen Bezirksliga. 1956 gelang einmalig der Aufstieg in die 1. Amateurliga Nordbayern, dem postwendend der Abstieg folgte. Nach Gründung der Landesliga Nord 1963 verfehlte das Team als Zweiter den Aufstieg in die Bayernliga nur knapp. Der Verein hielt sich bis 1970 in der Landesliga, kehrte in der Saison 1974/75 noch einmal für ein Jahr zurück und spielt seither unterklassig.